# Kurfürstliche Werft Havelberg
Die Kurfürstliche Werft Havelberg war eine Werft, die vom niederländischen Kaufmann und Reeder Benjamin Raule im Rang „Generaldirecteur de Marine“ angeregt und 1687 auf Geheiß von Friedrich Wilhelm von Brandenburg in der Stadt Havelberg errichtet wurde. Schon in den Jahren zuvor nutzt Benjamin Raule Havelberg schon als Holzstapelplatz für seinen privaten Holzhandel.

## Die Kurfürstliche Werft Havelberg

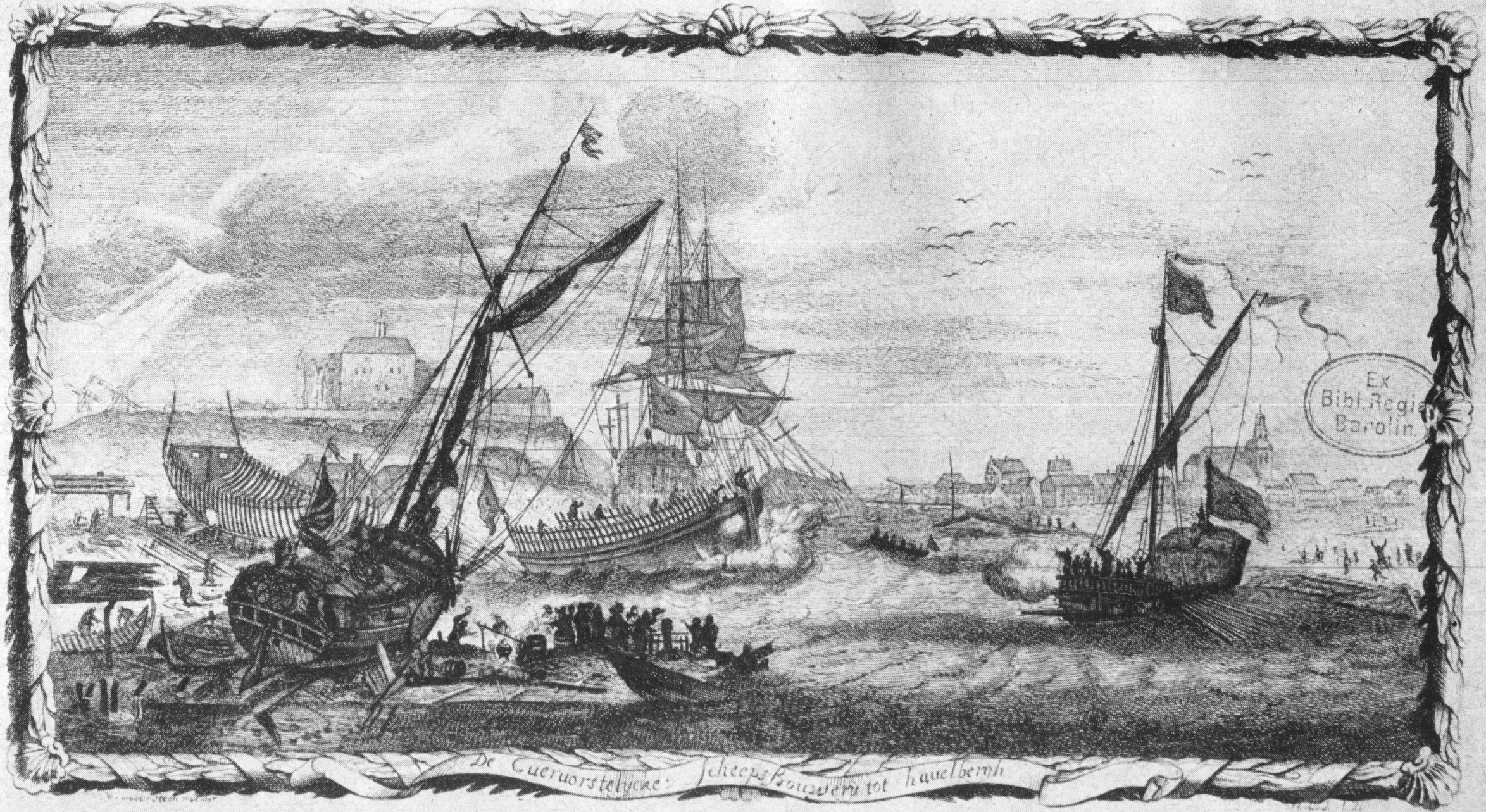
Die Kurfürstliche Werft Havelberg in einer zeitgenössischen Abbildung

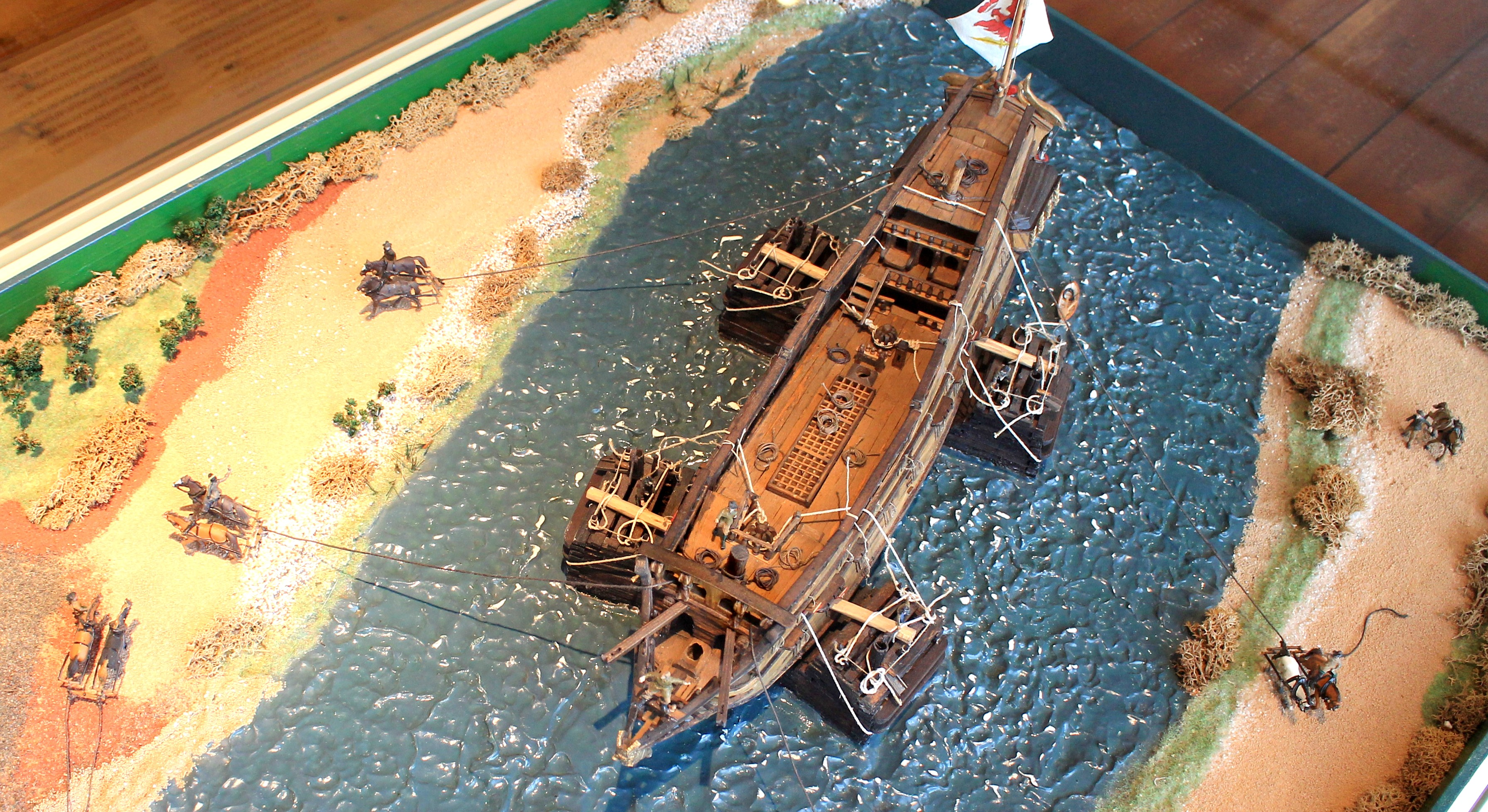
Aufwendiger Schiffstransport von Havelberg nach Hamburg mit Zugpferden und "Kamelen"

Die Werft diente zum Bau von Schiffen für die Kurbrandenburgische Marine, die Brandenburgisch-Afrikanische Compagnie (BAC) und für Raules private Unternehmungen. Später wurde die BAC auch in der Karibik aktiv; sie wurde daher in Brandenburgisch-Afrikanische-Amerikanische Compagnie (BAAC) umbenannt.
Der Standort in Havelberg war aufgrund der relativ flachen Elbe für die Seeschiffe nicht gut geeignet, daher konnten nur die Rümpfe in Havelberg gebaut werden. Der Hauptgrund für die Standortwahl Havelberg war die leichte Zufuhr von Holz über Elbe, Spree und Havel und die steuerlichen Anreize durch den Kurfürsten. Mit großem Aufwand wurden die Schiffsrümpfe auf der Elbe nach Hamburg gebracht und hier erfolgte der Fertigbau. Der größte Rumpf war die Baunummer 3, der nach dem Ausbau in Hamburg den Namen Friedrich III. erhielt. Ab 1695 wurden keine Neubauten mehr begonnen und 1702 der Werftbetrieb ganz aufgegeben. Zumindest ab 1699 wurde auch ein Käufer für die Werft gesucht, da aus diesem Jahr ein Verkaufsanschlag existiert. 1702 wurde die Werft für 600 Taler an das Domkapitel verkauft

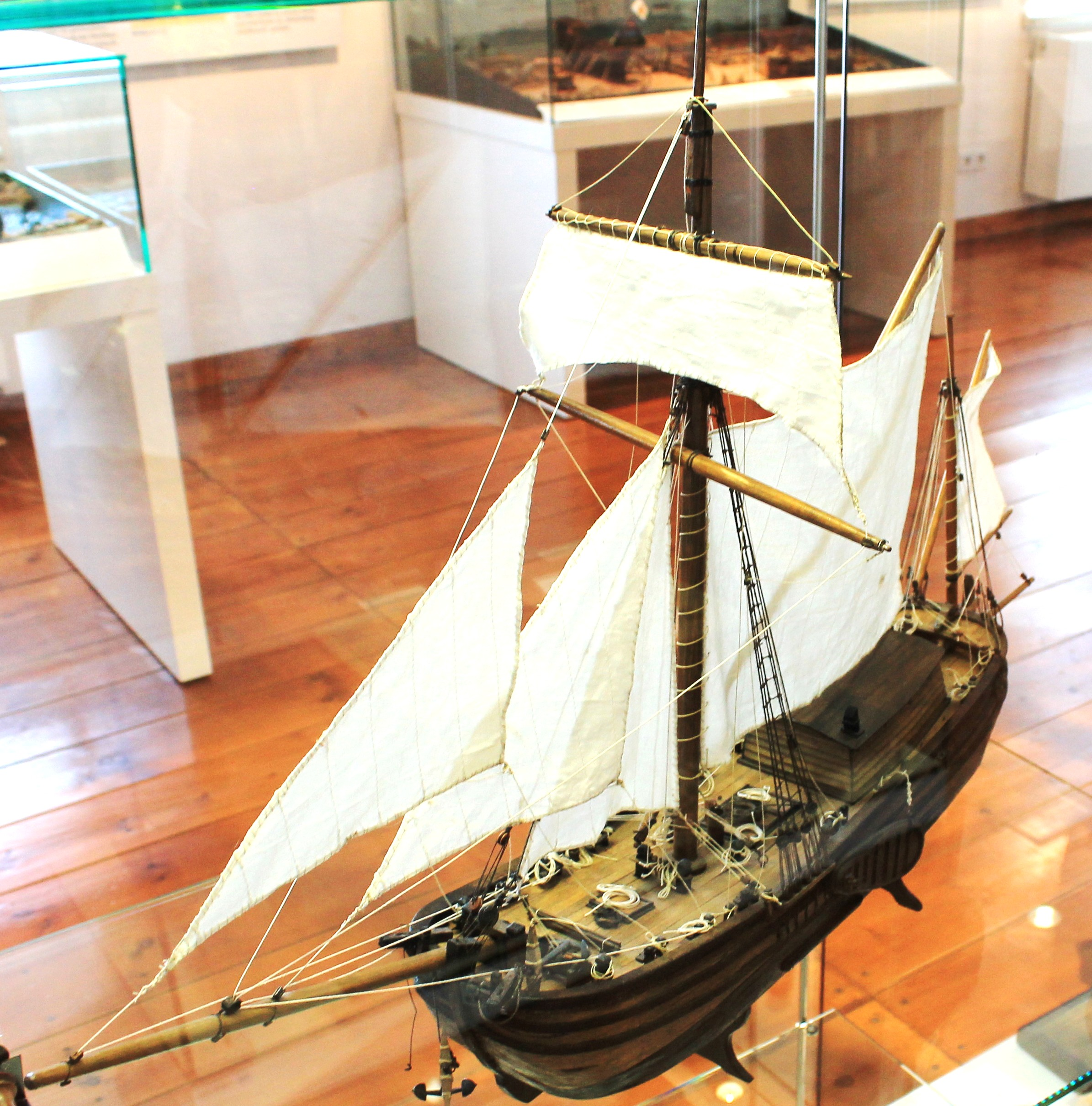
Die auf der Kurfürstlichen Werft Havelberg gebaute Schmack Havel

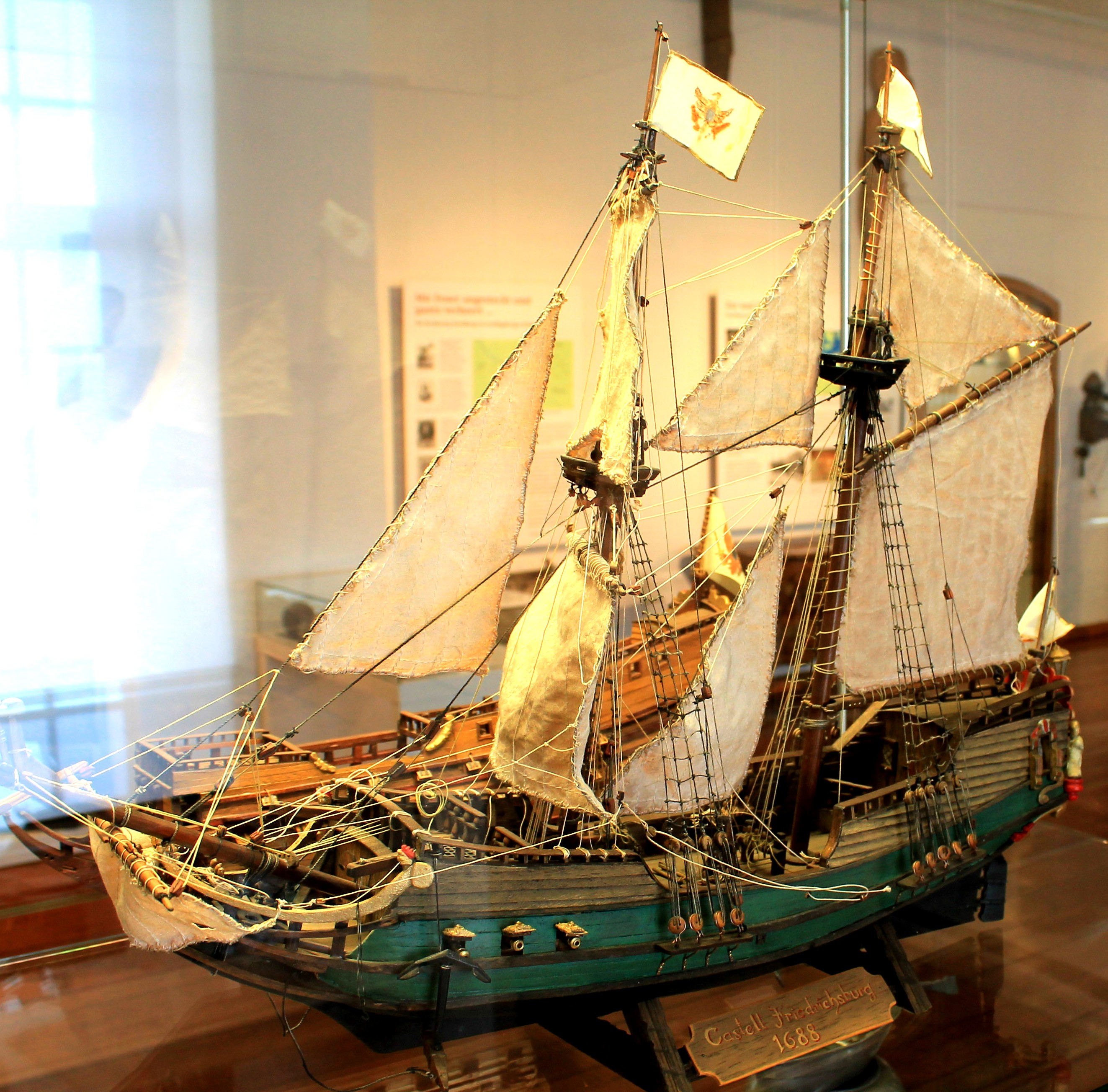
Die auf der Kurfürstlichen Werft Havelberg gebaute Kastell Friedrichsburg

## Schiffe
Der Großteil der auf der Kurfürstlichen Werft Havelberg gebauten Schiffe, etwa 15 Brigantinen und Fregatten, wurden an die Kurbrandenburgische Marine abgeliefert. 
Dazu kommen noch eine unbekannte Anzahl Neubauten für Raules private Rechnung. Etwa sieben Schiffe, es waren Galioten, Schnaus, Barken und Fleuten, wurden an die Handelsgesellschaft abgeliefert. Die 18-Meter-Schnau namens Makarele wurde 1688 als erstes Schiff der Werft fertiggestellt und an die Handelsgesellschaft übergeben.
Zum Einsatz der Schiffe der Havelberger Werft wurden folgende Reisen dokumentiert: 
Die Fregatte Fliegender Drache mit 16 Kanonen, 1688 Kiellegung und 1689 Stapellauf in Havelberg, ausgerüstet bis 1692 in Hamburg, führte 1693 eine Reise von Emden nach Westafrika durch und brachte 450 Sklaven nach Westindien. Sie wurde 1698 als verloren abgebucht.
Die Leichte Fregatte Charlotte-Louise, ausgerüstet mit 12 Kanonen, 1692 Kiellegung und 1693 Stapellauf in Havelberg führte 1693 eine Westafrika-Reise durch und brachte 200 Sklaven nach St. Thomas.
Sie ging 1698 durch Seeraub verloren.
Die schwere Fregatte Friedrich III. mit 50–56 Kanonen, 1688 Kiellegung und 1689 Stapellauf in Havelberg wurde in Hamburg bis 1692 ausgerüstet und kostete 13000 Taler. 1693 hat sie 705 Sklaven auf der Reise von Westafrika nach St. Thomas gebracht. Sie wurde 1725 in Hamburg unter Wert versteigert.

## Königliche Seeschiffswerft in Havelberg
Etwa 100 Jahre später, 1779 wurde von der Königlichen Haupt-Nutzholz-Administration die Königliche Seeschiffswerft in Havelberg gegründet. Sie wurde von dem schwedischen Schiffbauer Johann Samuel Sepelius geleitet. Die Königliche Haupt-Nutzholz-Administration trieb europäischen Handel mit Nutzholz. Hauptexportgüter waren Eichenholz für den Schiffbau und Balken sowie Bohlen aus Tannenholz.
Siehe auch Werften in Havelberg.